# Tucan cu gât alb
Tucanul cu gât alb (Ramphastos tucanus) este o specie de pasăre piciformă din familia tucanilor, Ramphastidae. Se găsește în America de Sud, în bazinul Amazonului, inclusiv în drenajul adiacent al râurilor Tocantins⁠(d) și Araguaia⁠(d). Preferă pădurea tropicală umedă, dar apare și în pădure și, local, în pădurea riverană din cerrado.

## Taxonomie
Tucanul cu gât alb a fost descris oficial de naturalistul suedez Carl Linnaeus în 1758, în cea de-a zecea ediție a lucrării sale Systema Naturae. El l-a plasat alături de ceilalți tucani în genul Ramphastos și a inventat numele binomial Ramphastos tucanus. Linnaeus a specificat "habitatul" ca fiind America de Sud. Localitatea tip a fost limitată la Surinam de către ornitologii americani Ludlow Griscom⁠(d) și James Greenway⁠(d) în 1937. Numele genului provine din greaca veche ῥαμφηστης/rhamphēstēs care înseamnă „bot” (de la ῥαμφη/rhampē care înseamnă „cioc”). Epitetul specific tucanus provine din limba guarani și poate însemna "nas de os".
Comitetul Ornitologic Internațional⁠(d) (COI), Comitetul Sud-American de Clasificare al Societății Ornitologice Americane și taxonomia Clements recunosc trei subspecii:
- Ramphastos tucanus tucanus (Linnaeus, 1758)
- Ramphastos tucanus cuvieri ( Wagler, 1827)
- Ramphastos tucanus inca (Gould, 1846)

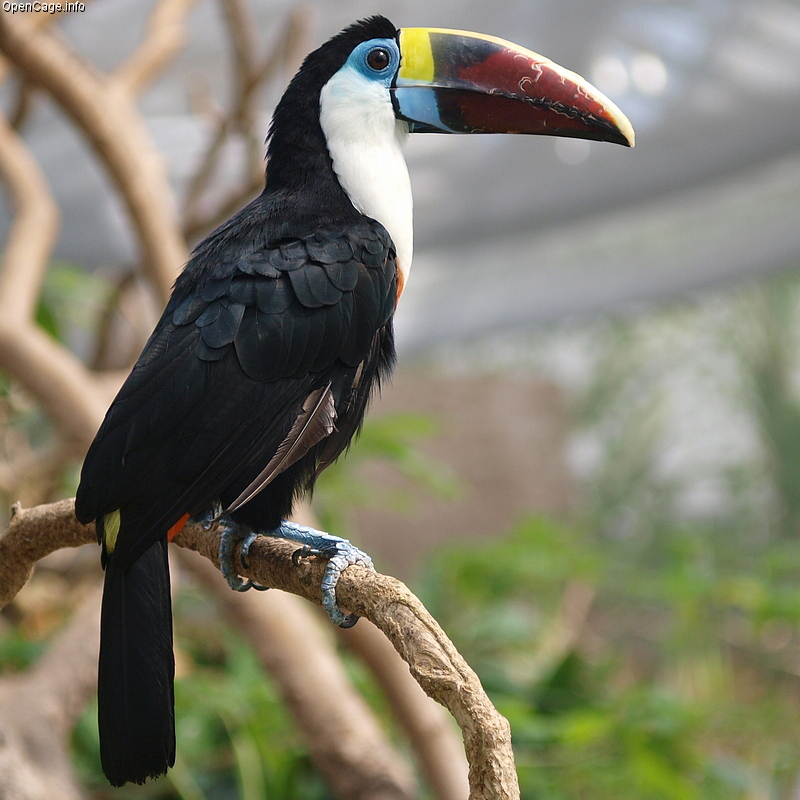
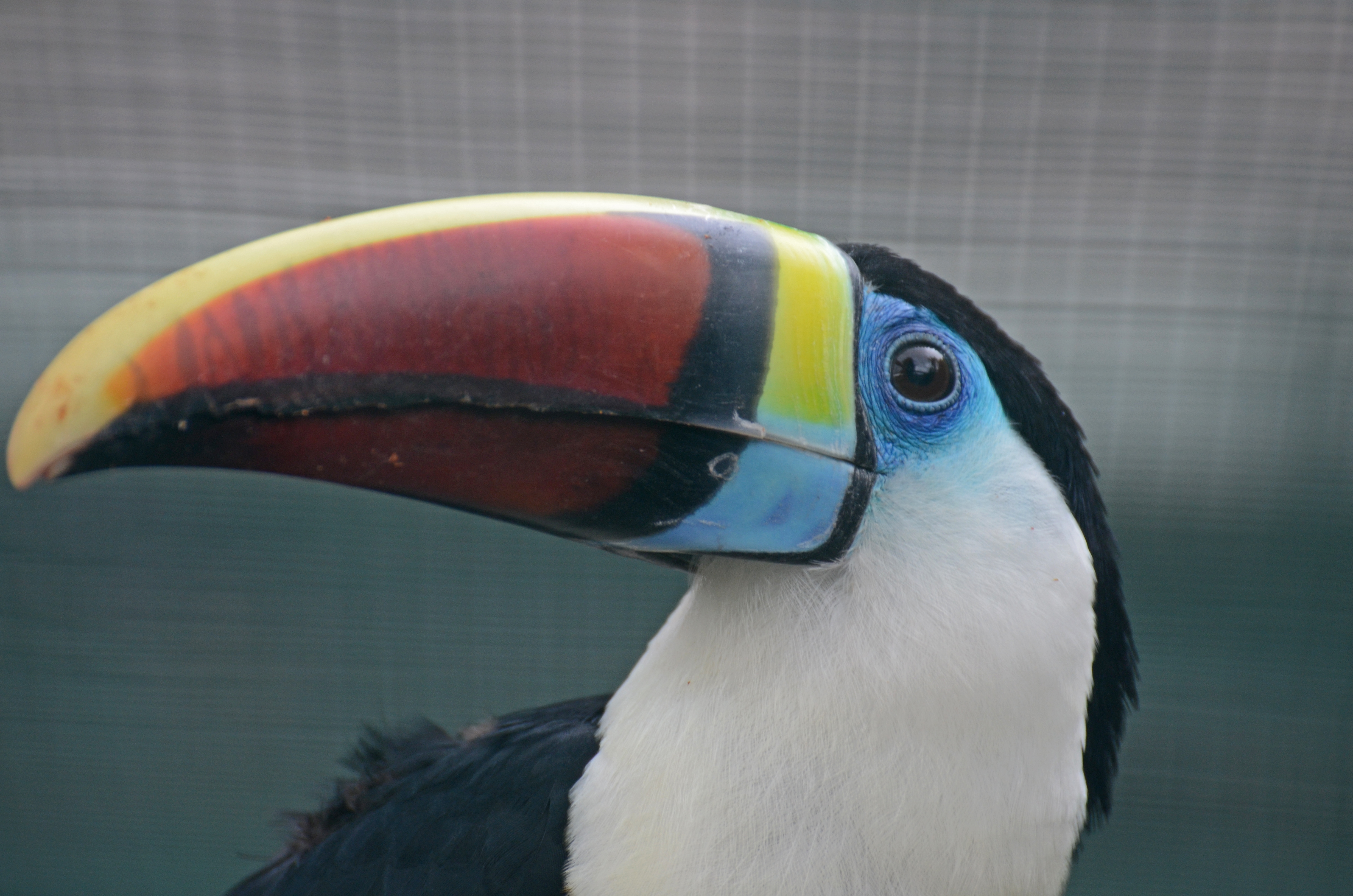
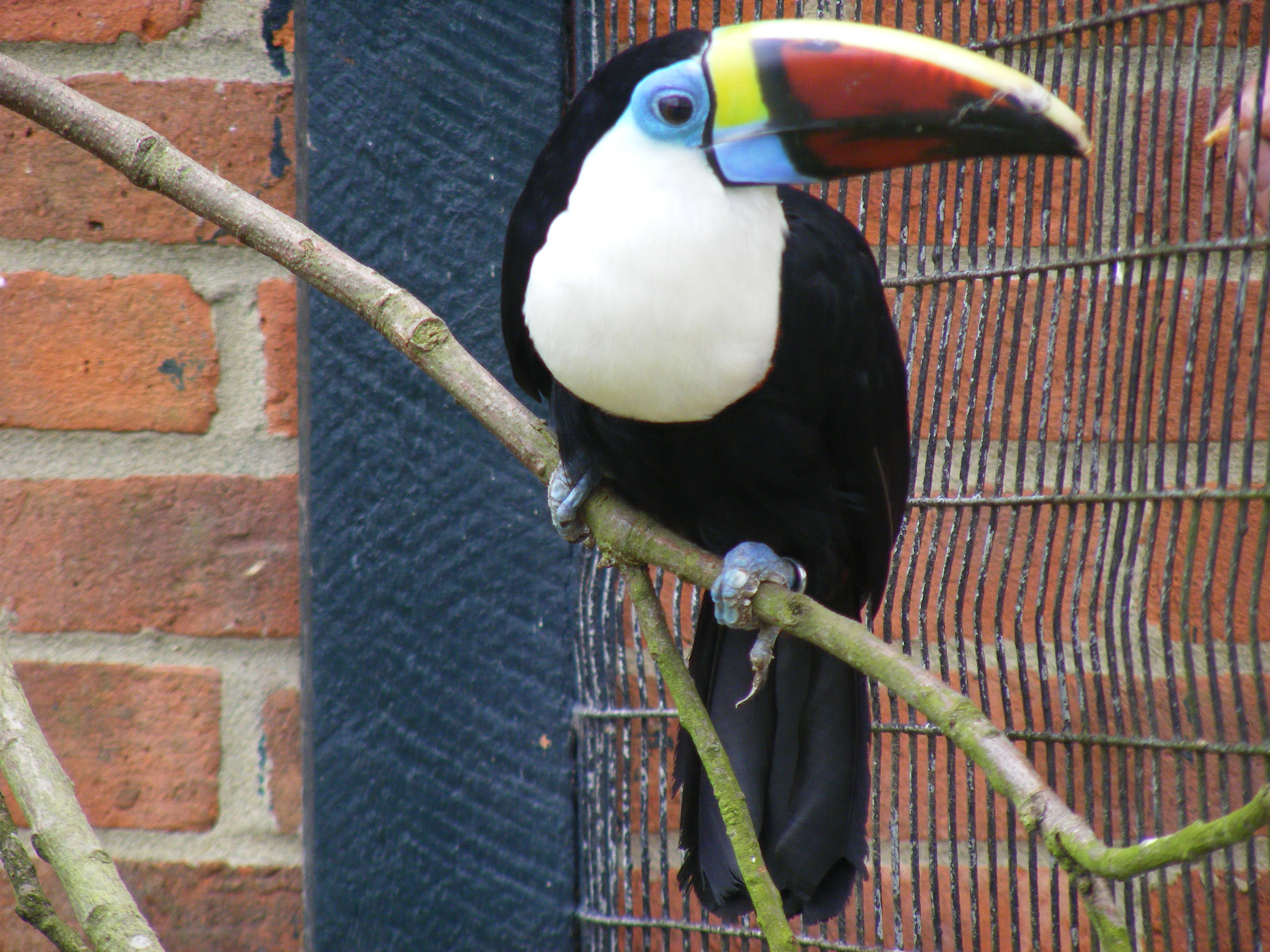